# Olli Rehn
Pour les articles homonymes, voir Rehn.
Olli Ilmari Rehn, né le 31 mars 1962 à Mikkeli, est un homme politique finlandais et européen membre du Parti du centre (Kesk).
Après avoir été brièvement commissaire européen pour les Entreprises et la Société de l'information en 2004, il occupe pendant cinq ans le poste de commissaire européen pour l'Élargissement, et de 2010 à 2014, celui de commissaire européen aux affaires économiques et monétaires.
Réélu député européen en 2014, il devient aussitôt vice-président du Parlement européen. En 2015, il est réélu au Parlement finlandais et devient ministre des Affaires économiques.

## Biographie

### Formation
Il accomplit son service militaire durant un an à compter de 1981. Il est lieutenant de réserve depuis 1990.
De 1982 à 1983, il effectue des études de sciences économiques, relations internationales et journalisme au Macalester College de Saint Paul, Minnesota. Six ans plus tard, en 1989, il obtient une maîtrise de sciences sociales, plus précisément en science politique.
Il a décroché un doctorat d'économie politique internationale de l'université d'Oxford en 1996 grâce à une thèse sur le « corporatisme et la compétitivité industrielle dans les petits États européens ».
Il parle couramment finnois, anglais, français, suédois, et a des notions d'allemand.

### Carrière
En 1992, Olli Rehn est nommé conseiller spécial du Premier ministre Esko Aho, mais ne reste en poste qu'un an. Il devient chef de cabinet à la Commission européenne en 1998, mais renonce à cette fonction en 2002 afin de prendre un poste de professeur et de directeur de recherche au département de science politique et au centre des études européennes de l'Université d'Helsinki.
Il est choisi par le Premier ministre Matti Vanhanen comme conseiller en politique économique lors de son arrivée au pouvoir en 2003, mais abandonne ce poste dès 2004.
Par ailleurs, il a présidé la Ligue de football finlandais de 1996 à 1997.

### Débuts en politique
Sa carrière politique commence à la fin des années 1980. Élu président de la Jeunesse centriste finlandaise en 1987 pour deux ans, il entre au conseil municipal d'Helsinki et devient vice-président du Parti du centre (Kesk) l'année suivante, en 1988. Il renonce à ces deux fonctions en 1994. En 1991, il est élu à l'Eduskunta et prend aussitôt la présidence de la délégation finlandaise à l'Assemblée parlementaire du Conseil de l'Europe.

### Un pro-européen à la Commission
Il doit abandonner son siège de parlementaire en 1995, à la suite de son entrée au Parlement européen, où il occupe la vice-présidence du groupe ELDR. Il abandonne ce mandat un an plus tard pour prendre la vice-présidence du Mouvement européen en Finlande et ce jusqu'en 1998.
Six ans plus tard, le 12 juillet 2004, il est choisi par le gouvernement finlandais pour succéder à Erkki Liikanen comme commissaire européen. Il hérite de son portefeuille, à savoir les entreprises et la société de l'information, mais ne l'occupe que jusqu'à la fin du mandat de la Commission européenne, le 31 octobre suivant. Il est alors chargé de gérer les affaires courantes jusqu'à l'investiture de la nouvelle équipe, qui a lieu le 22 novembre, au sein de laquelle il occupe le poste de commissaire européen à l'Élargissement.
À la fin du mois d'octobre 2009, il est reconduit par le gouvernement finlandais pour un troisième mandat, et se voit attribuer le portefeuille des affaires économiques et monétaires par le président José Manuel Durão Barroso le 27 novembre. Olli Rehn entre officiellement en fonction le 10 février 2010.

### Retour à la vie parlementaire
À l'occasion des élections européennes du 25 mai 2014, il est élu député européen, sa candidature totalisant 70 398 voix de préférence, soit le troisième résultat national et le meilleur score d'un candidat centriste pour ce scrutin. Il prend ses fonctions au 1er juillet 2014, devenant vice-président du Parlement européen, et doit alors abandonner son poste à la commission européenne, confié à l'ancien Premier ministre conservateur finlandais Jyrki Katainen.
Lors des élections législatives finlandaises du 19 avril 2015, il se présente dans la circonscription d'Helsinki. Remportant 6 837 voix de préférence, il se fait élire député à la Diète nationale. Il démissionne de son mandat européen une semaine plus tard. Il devient alors ministre des Affaires économiques dans le gouvernement Sipilä à la suite de la victoire de son parti.
Il est élu au conseil de la Banque de Finlande le 14 octobre 2016. Il démissionne du gouvernement dix semaines plus tard[réf. nécessaire].

### Vie privée
Il est marié avec Merja Rehn et père d'une fille prénommée Silva.